# Sun-2

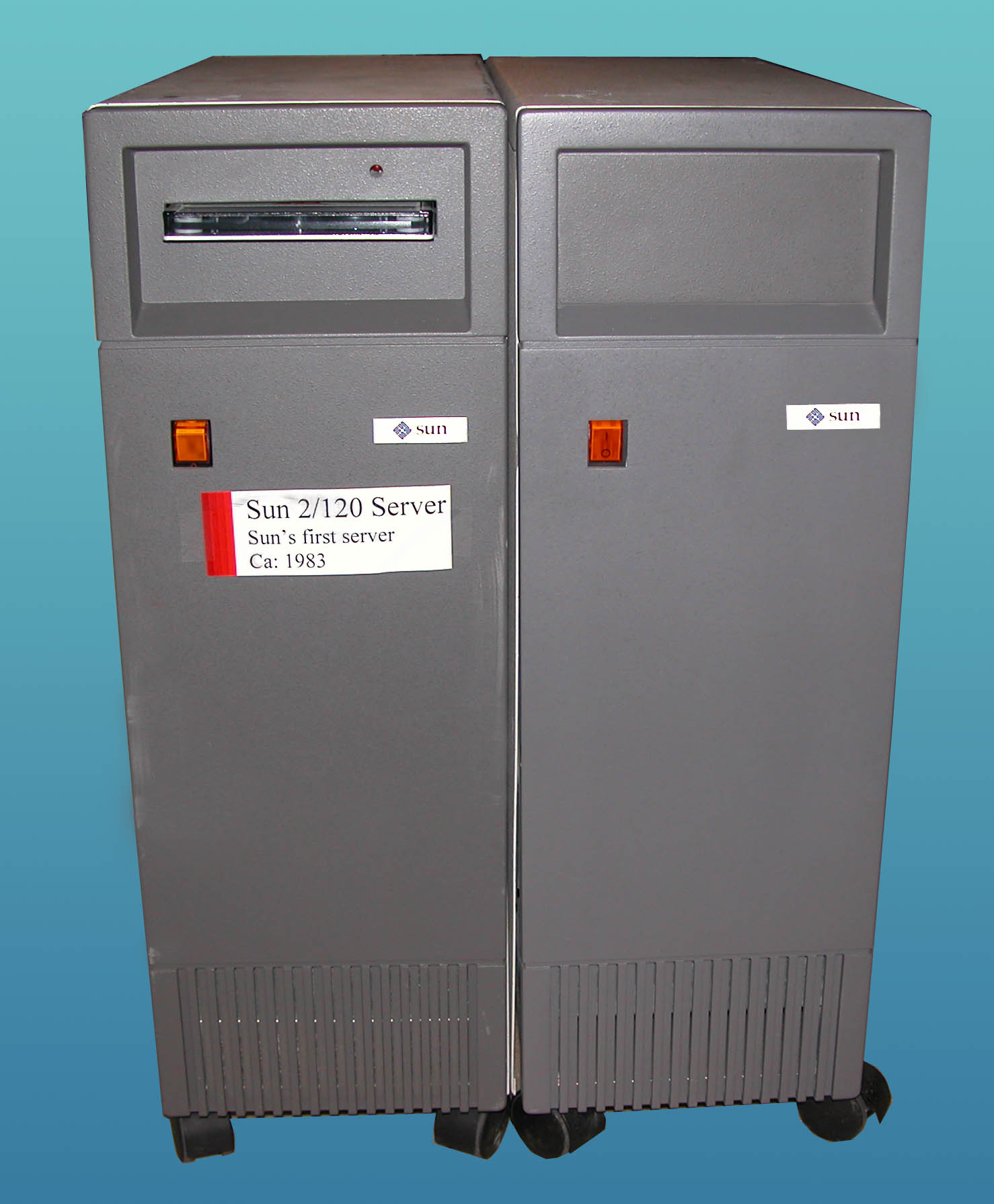
Sun 2/120 server met een SMD disk tower

Sun-2 is een serie Unix-werkstations en -servers die door Sun Microsystems gelanceerd werd in 1983. Het was de tweede generatie Sun-systemen ter vervanging van de originele Sun-1-serie. De Sun-2-architectuur maakte gebruik van een Motorola 68010-processor en een door Sun ontwikkelde MMU, waardoor het de eerste Sun-architectuur was die virtueel geheugen ondersteunde. Vroege Sun-2-modellen waren gebaseerd op de Intel Multibus-architectuur, terwijl latere modellen gebruik maakten van de VMEbus, die ook in de daaropvolgende Sun-3- en Sun-4-generaties zou terugkeren. De Sun-2-architectuur werd ondersteund in SunOS 1.0 tot 4.0.3.
Byte beschreef de Sun-2/120 in augustus 1984 als een "machine uit de VAX-klasse", met "voortreffelijke grafische mogelijkheden en een uitstekende responstijd onder belasting".

## Modellen
Dit is een chronologisch overzicht van modellen op basis van de Sun-2-architectuur:
| Model | CPU-kaart                              | CPU MHz | Maximum RAM | Scherm        | Chassis                      |
| ----- | -------------------------------------- | ------- | ----------- | ------------- | ---------------------------- |
| 2/120 | Sun-2 Multibus of Sun-2 Multibus Prime | 10 MHz  | 8 MB        | monochroom    | 9-slot Multibus (deskside)   |
| 2/170 | Sun-2 Multibus of Sun-2 Multibus Prime | 10 MHz  | 8 MB        | optioneel     | 15-slot Multibus (rackmount) |
| 2/50  | Sun 2050                               | 10 MHz  | 8 MB        | monochroon    | 2-slot VME (desktop)         |
| 2/130 | Sun 2050                               | 10 MHz  | 8 MB        | monochroon    | 12-slot VME (deskside)       |
| 2/160 | Sun 2050                               | 10 MHz  | 8 MB        | kleurenscherm | 12-slot VME (deskside)       |

## Hardware

### Sun-2 Multibus-systemen
De Sun 2/120 en 2/170 waren gebaseerd op de Multibus-architectuur. De CPU-kaart gebruikte een 10 MHz Motorola 68010-processor met een eigen Sun MMU en kon 8 MB fysiek en 16 MB virtueel geheugen adresseren. De bovenste 1 MB fysieke geheugenadresruimte was gereserveerd voor de monochrome framebuffer. De Multibus CPU-kaart ondersteunde het Sun-1 parallelle toetsenbord en muis, evenals twee seriële poorten.
De opslagcapaciteit bestond uit 42 MB MFM-schijven. Twee schijven konden aangesloten worden op een Adaptec MFM/SCSI en vervolgens op een Sun-2 Multibus Serial/SCSI Host Adapter. De SCSI-kaart bood twee extra seriële poorten. Voor grotere opslagvereisten werden 65, 130 en 380 MB SMD-schijven gebruikt via een Xylogics 450 SMD-controller. Deze SMD-controller kon vier schijven ondersteunen, hoewel Sun er maar twee ondersteunde. Een QIC-tapedrive van 20 MB kon worden aangesloten via een Archive QIC/SCSI-converter. Het systeem ondersteunde ook 0,5-inch tapedrives die waren aangesloten op een Computer Products Corporation TAPEMASTER of een Xylogics 472-kaart.
Een Ethernet-verbinding was beschikbaar via een Sun-kaart op basis van de Intel 82586-chip of een 3Com 3c400-kaart. De server kon schijfloze 2/50 clients ondersteunen via de Ethernet-kaart.
Andere ondersteunde Multibus-kaarten waren de Sky Computer Floating Point Processor, Sun ALM (Asynchronous Line Multiplexer) met 8 seriële poorten en Sun SunLink Communications Processor (SCP) voor SNA- en X.25-connectiviteit.

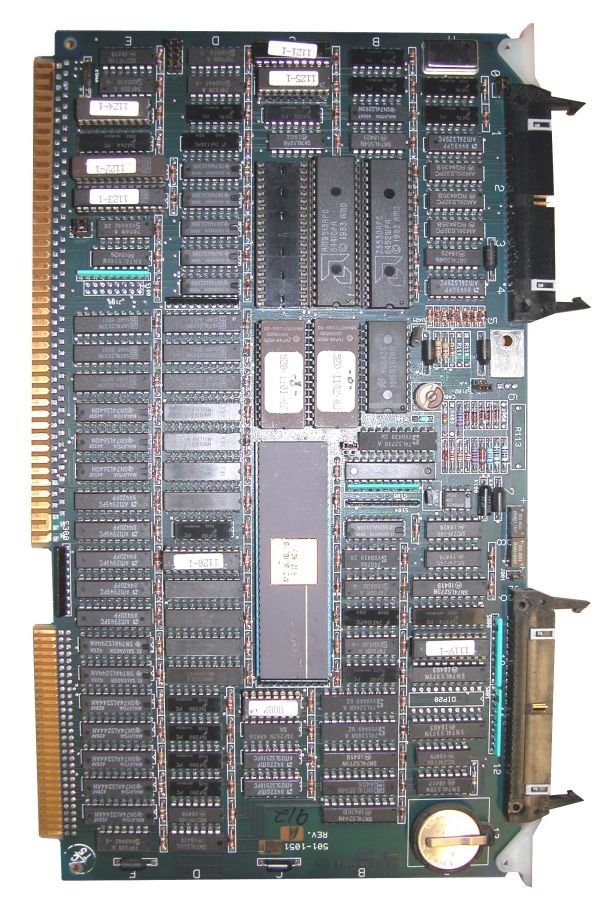
Sun-2 Multibus Prime CPU-kaart
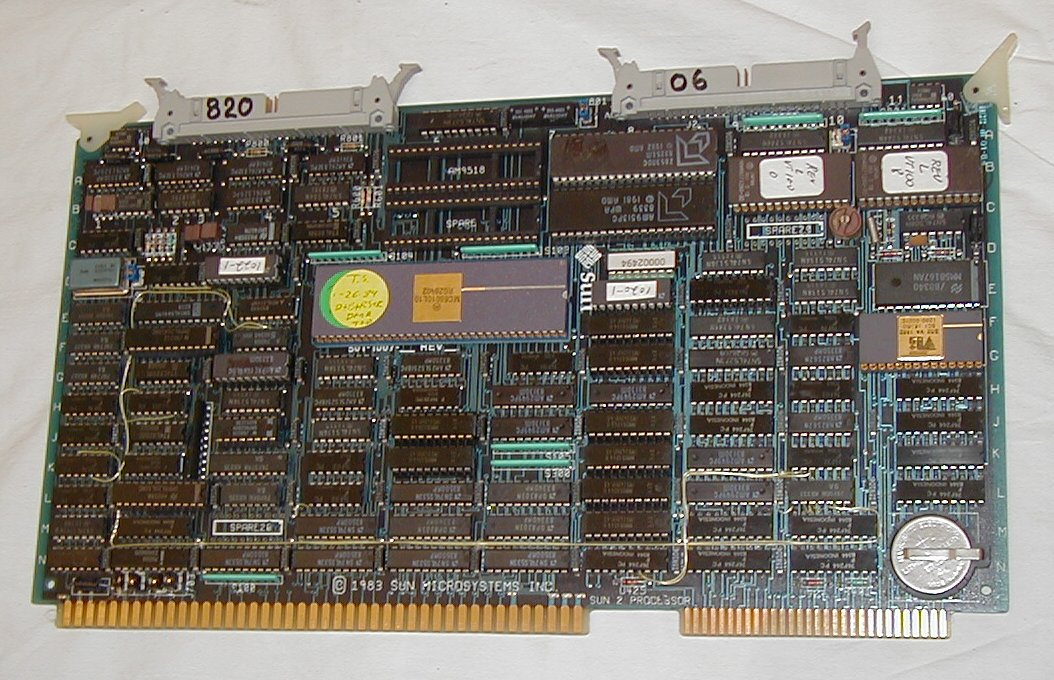
Sun-2 Multibus CPU-kaart
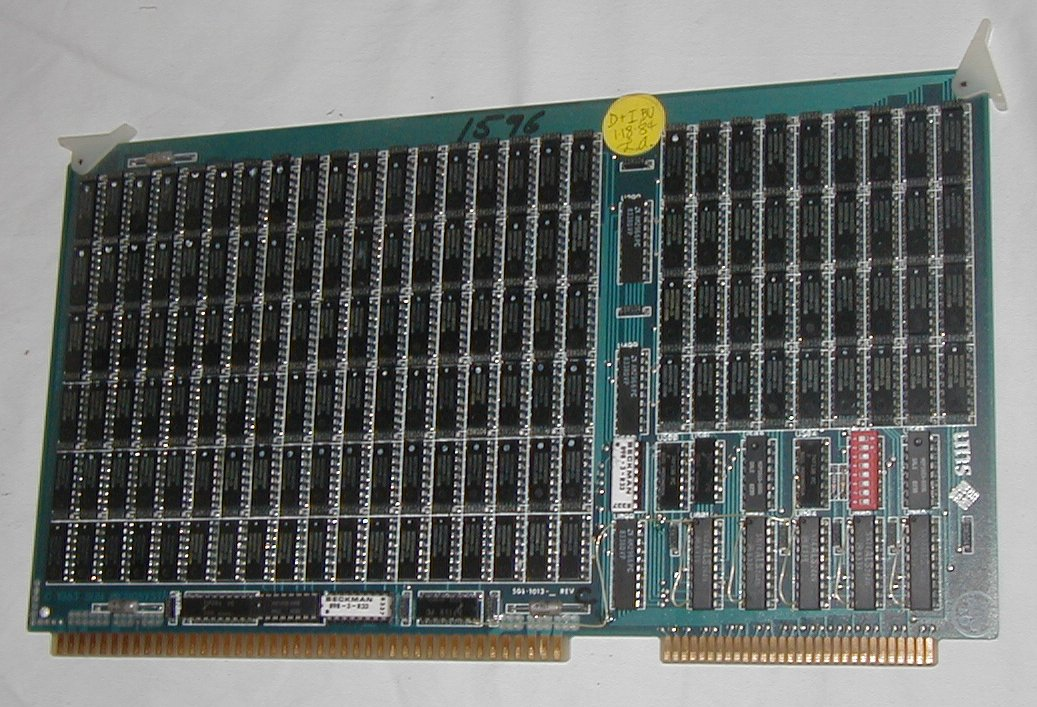
Sun-2 Multibus 1 MB geheugenkaart
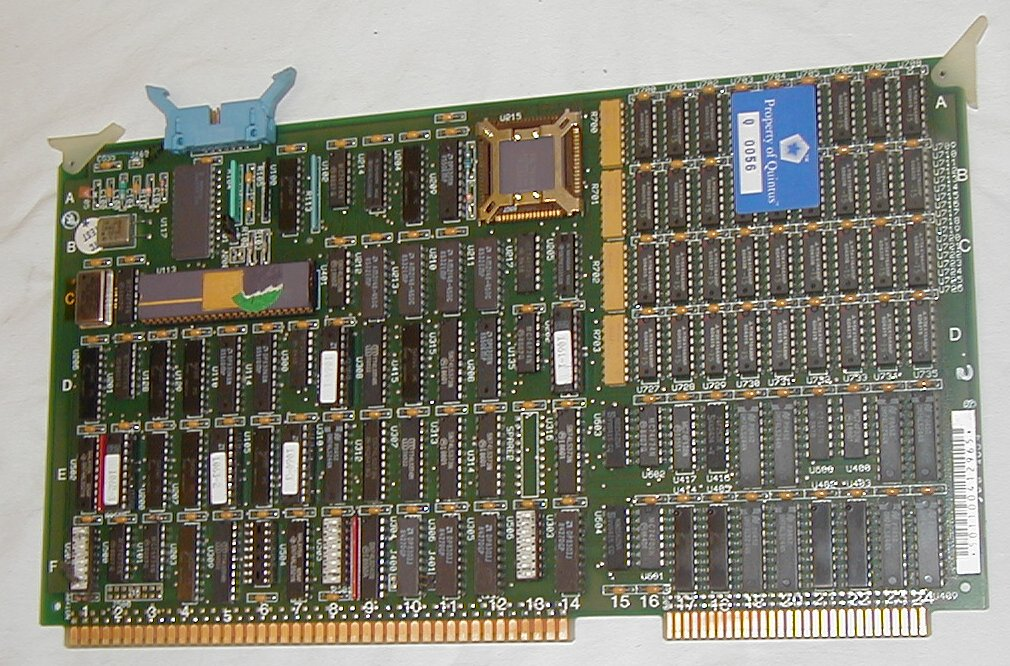
Sun-2 Multibus Ethernetkaart
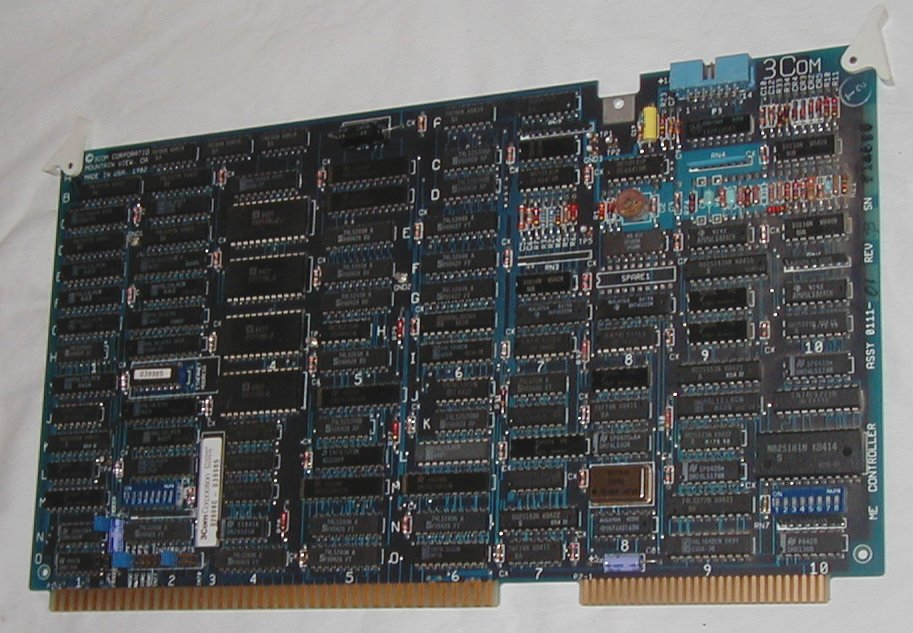
3Com Multibus Ethernetkaart
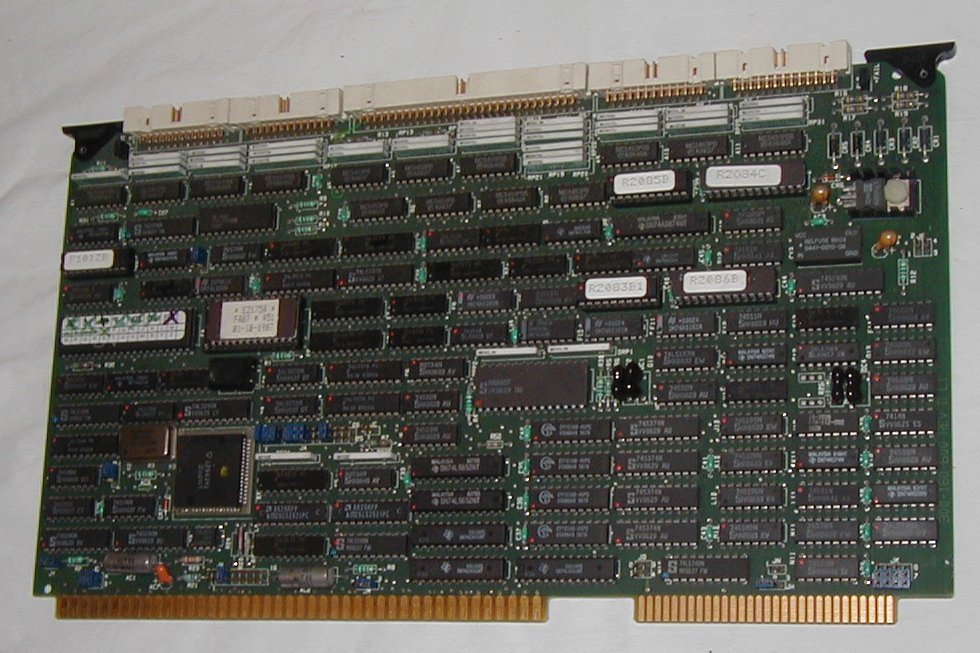
Xylogics Multibus SMD schijfcontrollerkaart
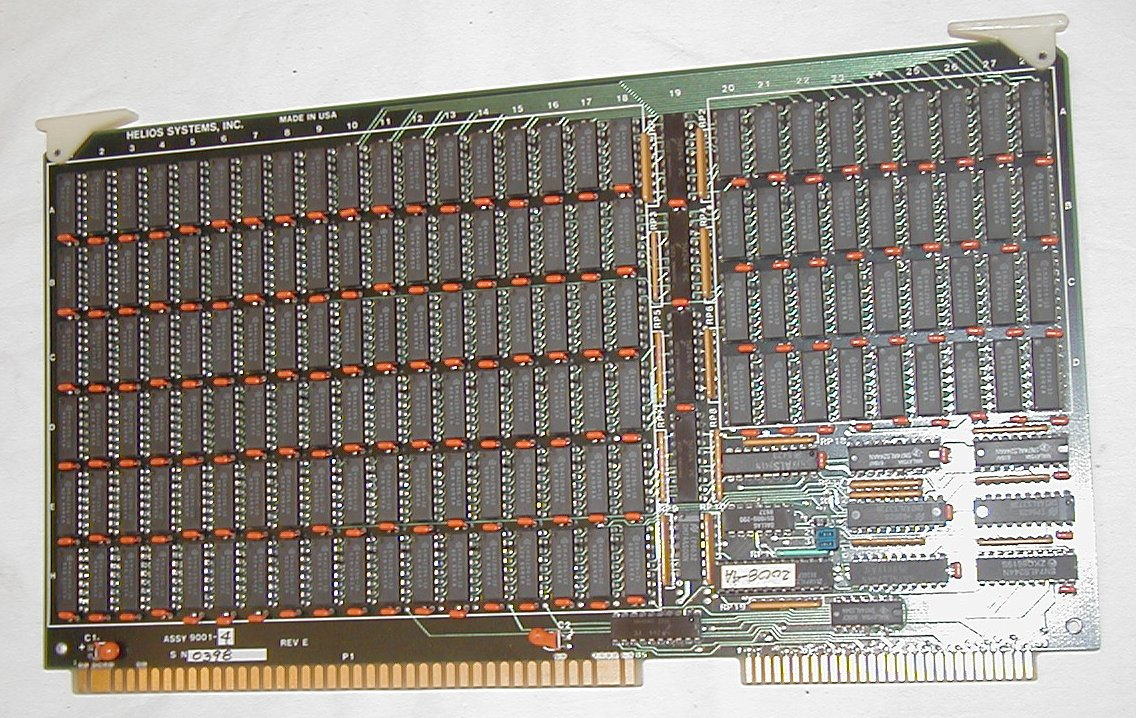
Helios Multibus 4 MB geheugenkaart

### Sun-2 VMEbus-systemen
De Sun 2/50, 2/130 en Sun 2/160 gebruikten Eurocard VMEbus CPU-kaarten met drievoudige hoogte en diepte vier. De VMEbus CPU-kaart was gebaseerd op hetzelfde ontwerp als de Multibus CPU-kaart, maar bevatte naast de processor ook 2 MB of 4 MB geheugen, de Sun-2 monochrome framebuffer en 10BASE5 Ethernet.
Het schijfloze Sun 2/50 werkstation kon geleverd worden met een extern schijf- en tapesysteem, dat een 5,25-inch harde schijf en 5,25-inch tapedrive kon bevatten.

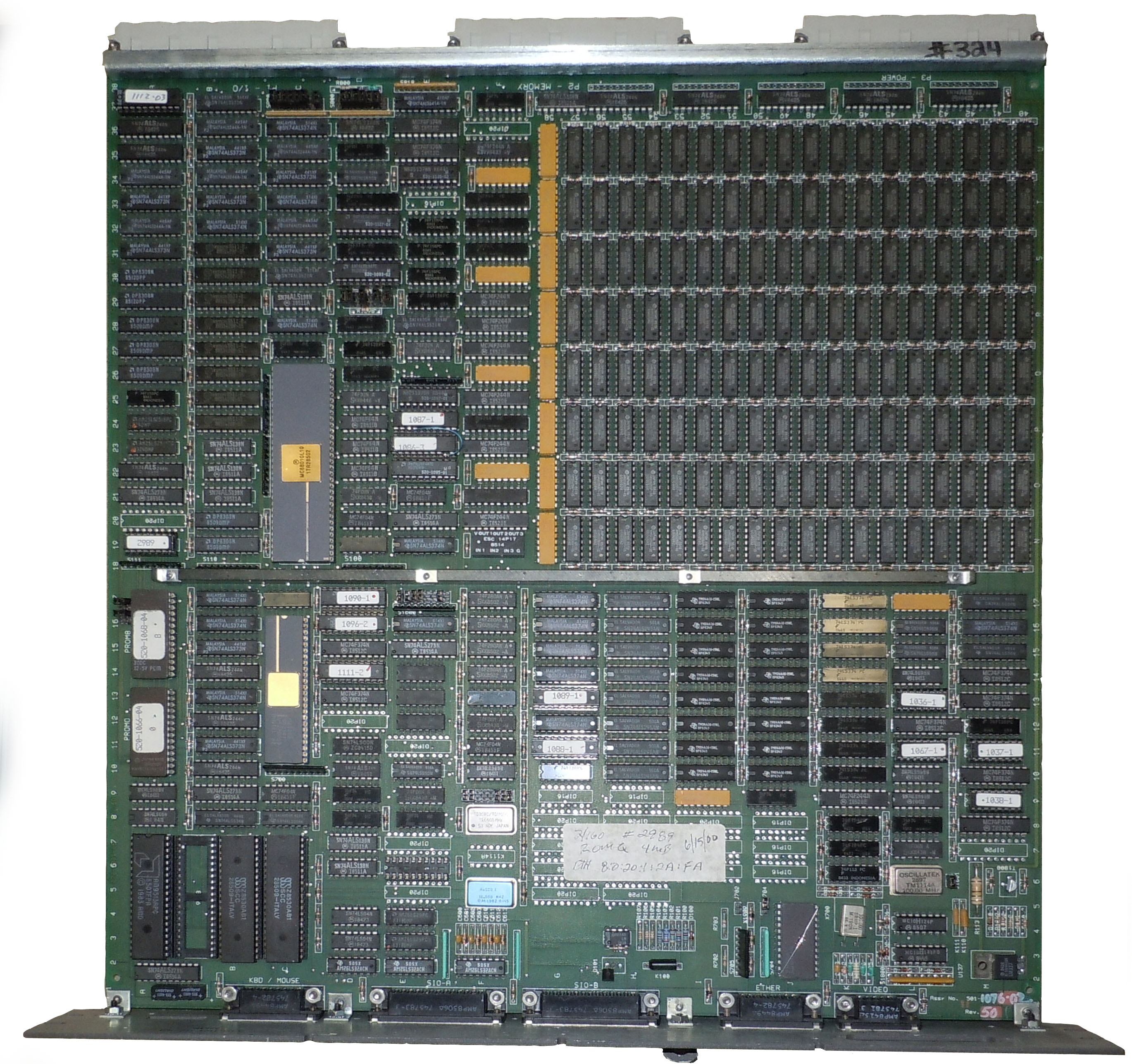
Sun-2 VME CPU-kaart
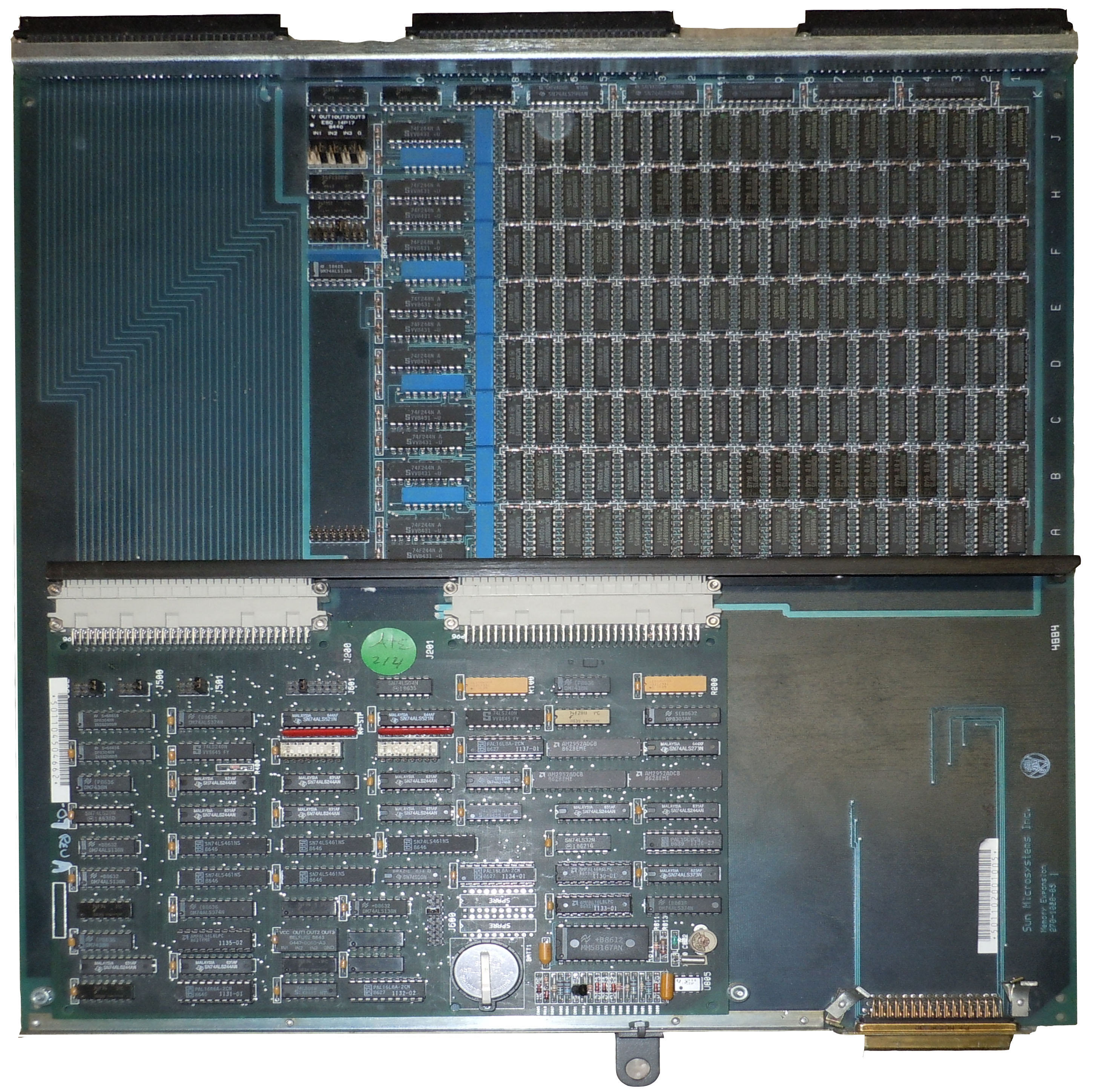
Sun-2 VME 1 MB geheugen- en SCSI-kaart
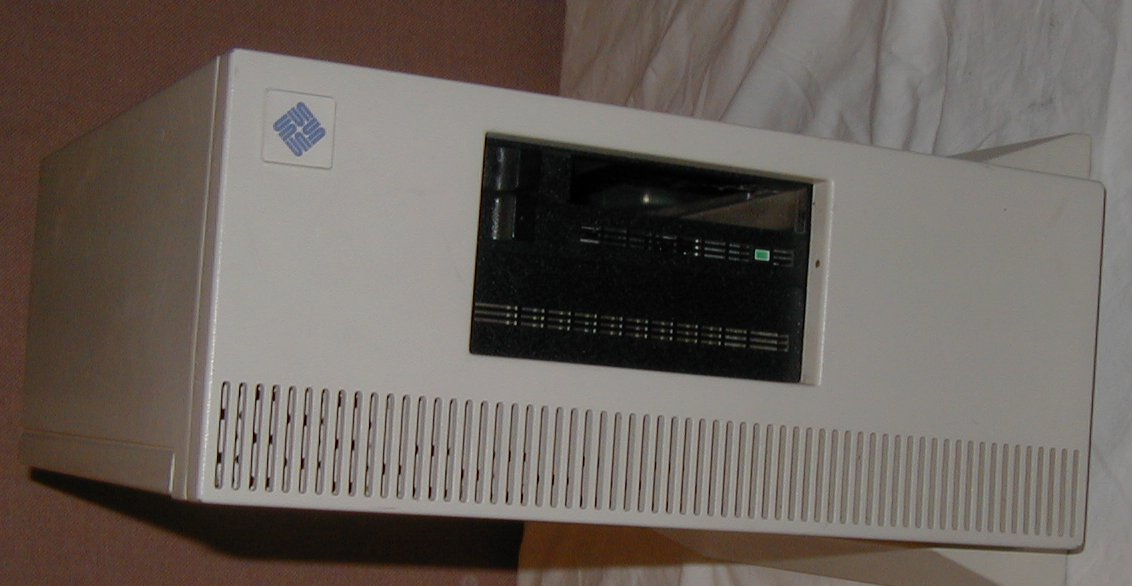
Sun-2 schijf- en tapesysteem